# Álvaro Clopatofsky
Álvaro C. Clopatofsky Thorschmidt (ur. 20 kwietnia 1921 w Bogocie, zm. w 1993) – kolumbijski strzelec, olimpijczyk. Ojciec strzelca Mario.
Uczestnik Letnich Igrzysk Olimpijskich 1964, na których wystartował wyłącznie w pistolecie szybkostrzelnym z 25 m. Zajął 41. pozycję wśród 53 zawodników. Był jedynym kolumbijskim strzelcem, który wziął udział w igrzyskach w Tokio.

## Wyniki

### Igrzyska olimpijskie
| Igrzyska   | Konkurencja                   | Wynik              | Miejsce | Źródło |
| ---------- | ----------------------------- | ------------------ | ------- | ------ |
| Tokio 1964 | Pistolet szybkostrzelny, 25 m | 560 pkt. (281–279) | 41      | [ 1 ]  |